# 桑田茂 (実業家)
桑田 茂 （くわた しげる、1952年（昭和27年）10月31日 - 2021年（令和3年）4月9日 - ）は、日本の実業家。RSKホールディングス、RSK山陽放送元社長。岡山県笠岡市生まれ。

## 人物・略歴
法政大学経営学部を卒業後の1975年に当時の山陽放送に入社。2010年報道制作局長、2011年執行役員報道制作局長、同年執行役員総務局長、2013年取締役、2015年常務取締役、山陽映画代表取締役社長、2016年専務取締役、2017年、原憲一の後任として代表取締役社長に就任。社長就任後は岡山経済同友会代表幹事も務めた。2021年4月9日、死去。68歳没。